# 共食い

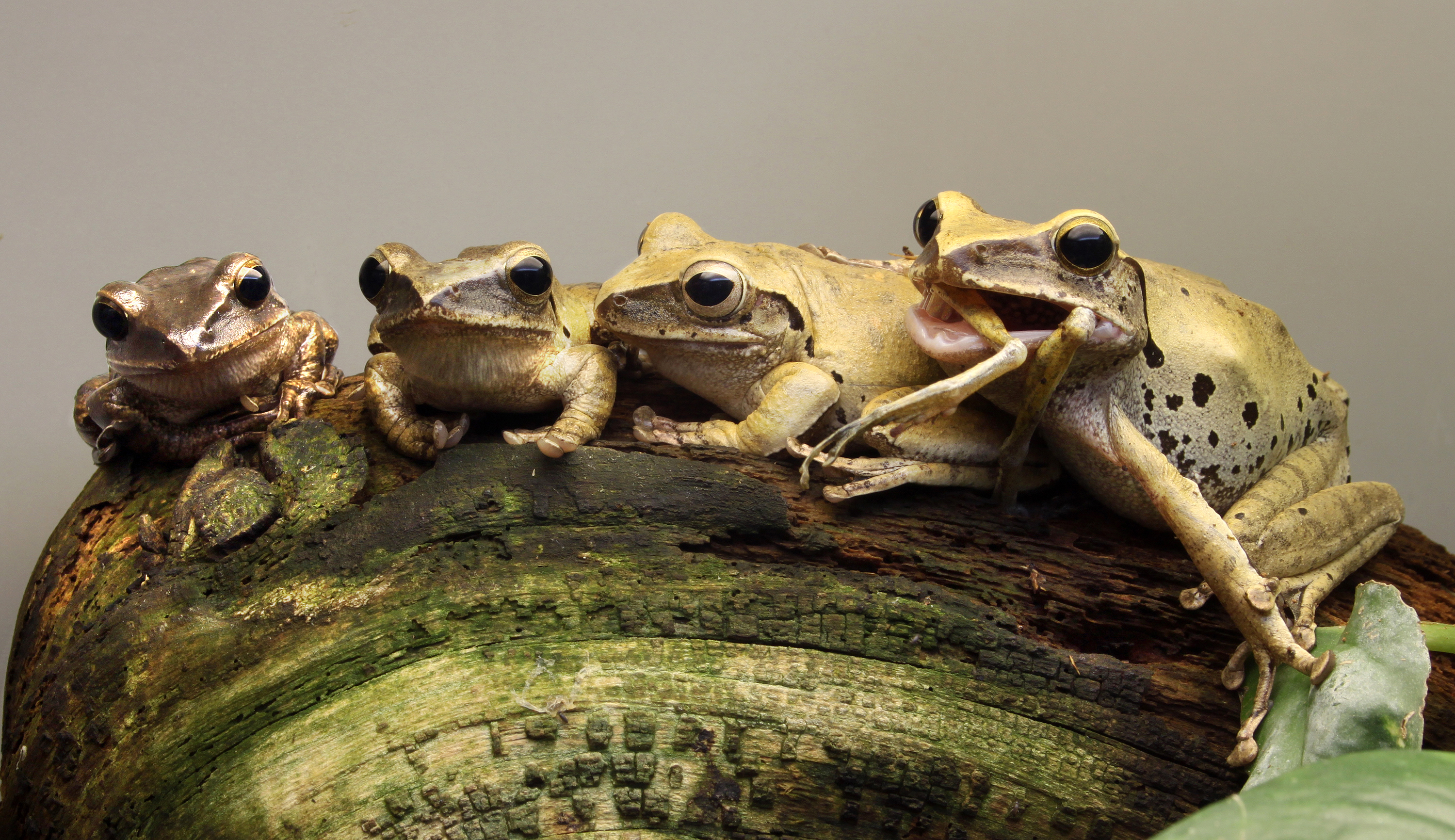
ドイツの動物園でのシロアゴガエル。向かって右側のカエルが共食いをしている。

共食い（ともぐい）は、動物においてある個体が同種の他個体を食べることである。この現象になぞらえて、同業者同士で利益を得ようとして共倒れすることも共食いと呼ばれる。なお、ヒトがヒトを食う共食いに関してはカニバリズムを参照。英語では同業者同士で利益を得ようとして争うことをdog eat dogと言う。

## 概要
動物学における共食いは広く見られる現象であり、1500種を超える動物種で記録されている。一般に異常な現象と考えられがちであるが、必ずしもそうではない。逆に動物なら個体間で殺し合うのが当たり前と言う見方もあるが、これも正しくない。一般に食う食われるの関係は異種間で成立するものであり、同種個体間で無制限に共食いが行なわれる状況があれば個体群が成立しなくなるなど進化的に安定とは言えず、そのような行動は避けるように進化が進むと考えるべきである。したがって、それでもみられる共食い行動はそれなりに独特の意味を持っているものと考えられる。
以前は共食いは単なる極限の食料不足や人工的な状況の結果で起こると信じられていたが、自然な状況でもさまざまな種において起こり得る。実際に科学者達はこれが自然界に遍在していることを認めており、水中の生態系では特に共食いは一般的であるとみられている。最大9割もの生物がライフサイクルのどこかで共食いに関与しているとみられる。共食いは肉食動物に限らず、草食やデトリタス食であっても普通にみられる。
共食いには偶発的なものと、ある程度習性として固定されたものがある。

## 偶発的なもの
魚には口を開けて水を飲み込み、鰓でこし取って餌を採る濾過摂食という方法を採るものがある。もしも口の中に、その魚のごく小さな稚魚が入ったとすれば、これは選り分けられることなく飲み込まれるであろう。この場合同種個体を選んだわけではなく、たまたま入ってしまっただけの偶発的現象である。
飼育容器内でキンギョを産卵させる場合、産卵の終わった親魚をそのままにしておくと、たいてい卵が親に食べられてしまう。運良く孵化できた稚魚も、成長するまでに大部分が親に食べられてしまう。卵や稚魚を親が食べてしまうことはメダカやグッピーなど多くの種類の魚に見られる。このような例の場合、自分の子供であることを理解しているわけではなく、要するに目の前に食べられるものが見えたから食べたというだけの行動と見られる。このようなことは個体の密度の低い自然界ではあまり見られず、閉じ込められたことに起因する現象と考えるべきである。ただし、これにも子供を殺してでも親が危険を避けることができれば新たに子を作る可能性がある、というような適応度に換算できるような利点があり、適応的な行動であると見る向きもある。
同様に、親が子を食べるのはネズミやウサギなどでも知られているが、この場合普通には親は子を育児するものであり、このような現象が起きるのは、飼育下で飼い主が干渉しすぎた場合など精神的なストレスの存在が想像される。
ただし、一見は偶発的な現象に見えても実際には後に述べる例とみなすべき場合もある。たとえばサンショウウオの卵を水槽で孵化させた場合、幼生同士で激しい共食いが見られるが、これはおそらく野外でも見られる現象であろう。

## 習性となっているもの

### 配偶行動に関するもの

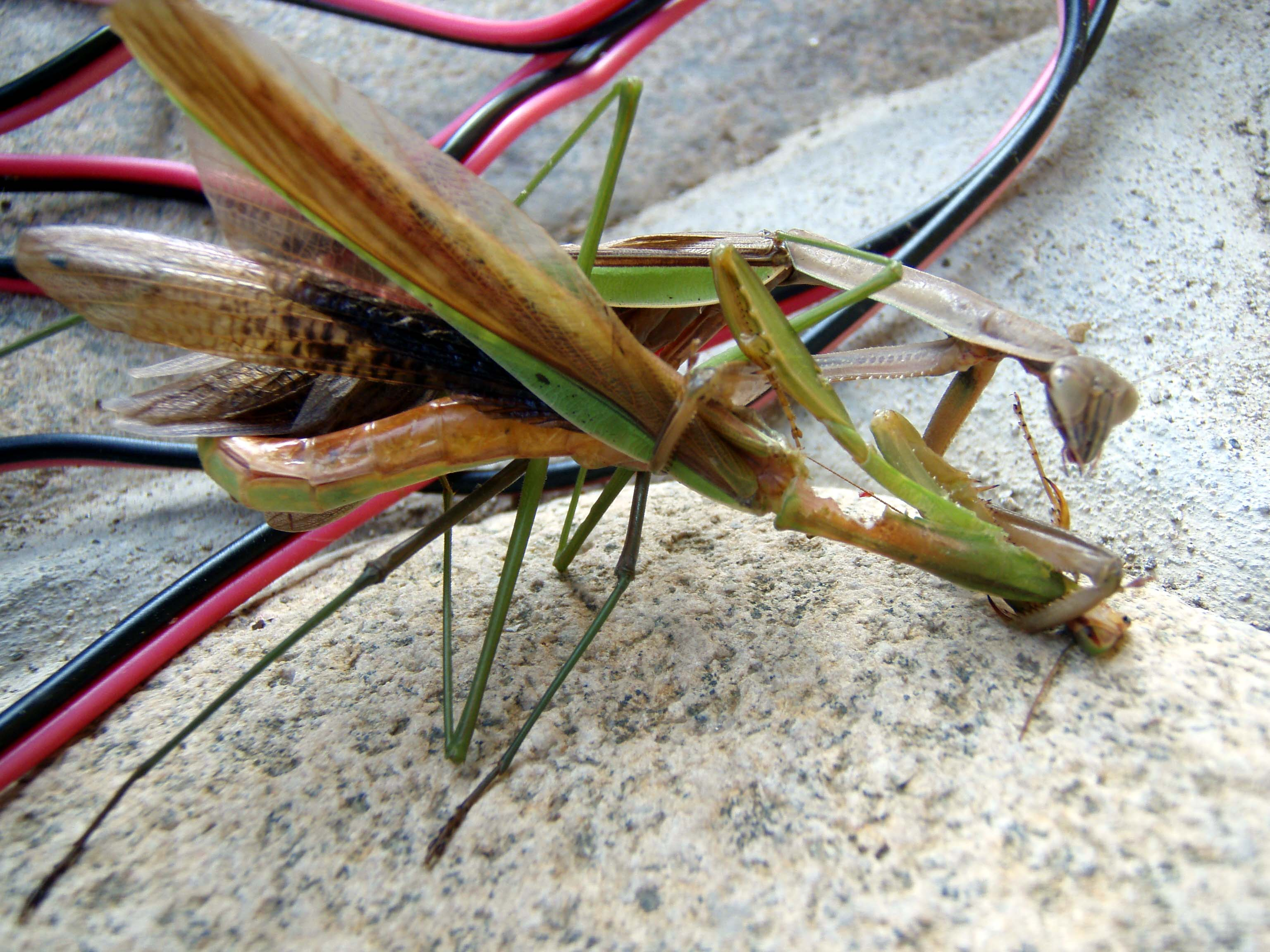
オオカマキリ 交尾の際に雄を捕食する雌

クモ、カマキリ、サソリなどでは性的共食いが見られる。一連の配偶行動の中で、雌は交尾を終えると時々雄を食べる場合がある。特にカマキリが有名だが、野外では大半の雄が無事に逃げるとも言われる。ただ、実際に捕食される例もあり、その場合、雄のカマキリは頭を食べられても交尾を続ける。頭部を失うと性的抑制がきかなくなるのは多くの昆虫に共通しており、カマキリだけの性質ではない。そもそもカマキリは自分と同じ大きさ以下の昆虫を餌とみなし襲う性質があるので、オスメス、交尾の有無以前に本能としてオスを襲っているだけとも言える。

### 繁殖に関するもの
カバキコマチグモは、幼虫が孵化するまで雌親が側にいるが、幼虫が孵化すると、母親の体に群がって食べてしまう。また、一部のクモでは、卵嚢内の卵に一定数の未受精卵が含まれ、これが孵化した幼虫の餌となる事が知られている。
また、アフリカのマラウィ湖にいるナマズの仲間のカンパンゴという魚は、卵の時からある程度成長するまで、付きっきりで親が世話をするが、稚魚に対して未受精の卵を食べさせる習性がある。

### 成長段階に見られるもの
それよりもよくあるのがサイズ構造化された共食いである。すなわち大きな個体が小さな同種を食べるのである。このような場合の共食いは全体の死亡率の8%（ベルディングジリス）から95%（トンボの幼虫）になるため、個体数へ大きな影響を与える要素となる。このサイズ構造化された共食いは野生の状態ではさまざまな分類群でみられる。それにはタコ、コウモリ、カエル、魚類、オオトカゲ、サンショウウオ、ワニ、クモ、甲殻類、鳥類（フクロウ）、哺乳類、そしてトンボ、ゲンゴロウ、マツモムシ、アメンボ、コクヌストモドキ、トビケラといった多数の昆虫が含まれる。

### 単なる捕食の一環によるもの
雄のホッキョクグマは、血の繋がらない子供のホッキョクグマを殺して食べてしまう事でよく知られている。近年、地球温暖化の影響で、普段の主な捕食対象であるアザラシを襲う機会が激減していることも関係しているといわれる。

### 密度効果
ヒラタコクヌストモドキの飼育下での個体群成長の研究から、この種の場合、成虫による卵の共食いが、密度効果の上で大きな役割を持っていることが確かめられた。個体密度が増加すると共食いの率が著しく増加する。なお、この種では雌の方が雄の約7倍も多く共食いする。

## 似通った行動
他の共食いの形に子殺しがある。よく知られた例としてチンパンジーでは雄の成獣グループが同種の幼獣を攻撃して食べてしまう。また、ライオンでは雄の成獣が新しくプライド（群れ）を支配するときに、以前の群れの支配者の子供を殺すのが普通である。ただしこれらの行動では雌に子育てを中断させ発情させ、交尾して自分の子孫を残す事が目的であり、このとき殺した子を食べる例もあるが、必ずしもそうでなく、まったく食べない例もあるという点で共食いとは別に扱われる。共食いとは言えないが、類人猿のチンパンジーは小型のサルを捕食するのは珍しくない。ヒトから見れば一見共食いにも見えるが、雑食性のチンパンジーで肉食も行う彼らからすればサルも単なる他の肉と変わらない認識でしかない。